# Československo na Zimních olympijských hrách 1932
Československo na Zimních olympijských  hrách v Lake Placid v roce 1932 reprezentovalo 6 sportovců, ani jedna žena. Nejmladší účastníkem byl skokan na lyžích František Šimůnek (21 let, 70 dní), nejstarším pak lyžař Vladimír Novák (27 let, 351 dní). Reprezentanti nevybojovali žádnou medaili.

## Seznam všech zúčastněných sportovců
| Číslo | Jméno              | Pohlaví | Věk | Sport                                                |
| ----- | ------------------ | ------- | --- | ---------------------------------------------------- |
| 1     | Antonín Bartoň     | Muž     | 23  | Běh na lyžích , Severská kombinace , Skoky na lyžích |
| 2     | Jan Cífka          | Muž     | 22  | Běh na lyžích , Severská kombinace , Skoky na lyžích |
| 3     | Jaroslav Feistauer | Muž     | 22  | Běh na lyžích , Severská kombinace , Skoky na lyžích |
| 4     | Walther Langer     | Muž     |     | Krasobruslení                                        |
| 5     | Vladimír Novák     | Muž     | 27  | Běh na lyžích                                        |
| 6     | František Šimůnek  | Muž     | 21  | Severská kombinace , Skoky na lyžích                 |